# Комков, Геннадий Данилович
Генна́дий Дани́лович Комко́в (род. 4 мая 1925) — советский и российский историк. Доктор исторических наук, профессор.

## Биография
В 1954 году в МГПИ имени В. И. Ленина защитил диссертацию на соискание учёной степени кандидата исторических наук по теме «Идеологическая работа Коммунистической партии Советского Союз среди тружеников тыла в первый период Великой Отечественной войны (июнь 1941 г. — ноябрь 1942 г.)».
В 1970—1986 годы — директор издательства «Наука».
Профессор и заведующий кафедрой истории Московского государственного открытого педагогического университета.

## Награды
- Заслуженный деятель науки Российской Федерации[1]

## Отзывы
Писатель-фантаст, журналист, популяризатор науки, поэт В. И. Рич вспоминал:
Наш многомудрый Игорь Васильевич был прав на все сто, предупреждая нас о том, что счёт нашим прегрешениям где-то там ведётся. В этом где-то лежали и организованные соответствующими инстанциями профессиональные доносы сексотов, и любительские «телеги» наших доброхотов. Например, сочинённая директором нашего издательства «Наука» доктором исторических наук Геннадием Даниловичем Комковым (издательское прозвище — «Давилыч») фантазия о сионистском центре, будто бы действовавшем под видом нашей редакции, в доказательство чего приводились фамилии, имена и отчества её сотрудников: Рохлин Макс Исаакович, Рабинович Валентин Исаакович, Гуревич Михаил Абрамович, Осокина Дита Наумовна, Либкин Ольгерт Маркович, Верховский Семён Соломонович, Михлин Эдуард Исаевич, Файбусович Геннадий Моисеевич. А также сообщалось, что руководит «сионистским центром» заместитель главного редактора журнала Черненко Михаил Борисович, у которого мать — еврейка и, следовательно, по израильским законам он тоже еврей. А взятый им на должность научного редактора Файбусович мало того, что еврей, он ещё политический преступник, осуждённый советским судом за контрреволюционную агитацию. И уж заодно — что художественный редактор Михаил Златковский, хоть и не еврей, но был участником «Бульдозерной выставки».

## Научные труды

### Монографии
- Комков Г. Д. Истоки победы советского народа в Великой Отечественной войне. — М.: Издательство Академии наук СССР, 1961. — 112 с. — (Научно-популярная серия АН СССР).
- Комков Г. Д. Идейно-политическая работа КПСС в 1941—1945 гг / Акад. наук СССР. Ин-т истории. — М.: Наука, 1965. — 440 с.
- Комков Г. Д., Куманев В. А. К штыку приравняли перо...: Советская культура в годы Великой Отечественной войны. Цифры и факты / Кандидаты ист. наук Г. Д. Комков, В. А. Куманев. — М.: Знание, 1965. — 45 с. — (В помощь лектору / Всесоюз. о-во «Знание». Науч.-метод. совет по пропаганде ист. философ. и пед. знаний).
- Комков Г. Д., Карпенко О. М., Лёвшин Б. В., Семёнов Л. К. Академия наук СССР — штаб советской науки. — М.: Наука, 1968. — 220 с. — 11 000 экз.
- Ленин и современная наука: В 2 кн. Кн. 1: Ленинские идеи и современное общество / Сост.: д-р ист. наук Г. Д. Комков, канд. ист. наук В. А. Боярский; Ред. коллегия: акад. М. В. Келдыш (пред.) и др. — М.: Наука, 1970. — 455 с.
- Ленин и современная наука: В 2 кн. Кн. 2: Ленинские идеи и современное естествознание : Расцвет науки в союзных республиках / Сост.: д-р ист. наук Г. Д. Комков, канд. ист. наук В. А. Боярский; Ред. коллегия: акад. М. В. Келдыш (пред.) и др. — М.: Наука, 1970. — 655 с.
- Наука Союза ССР: Сборник / Сост. д-р ист. наук Г. Д. Комков; Ред. коллегия: акад. М. В. Келдыш (предс.) [и др.] ; АН СССР. АН УССР. АН УзССР. — М.: Наука, 1972. — 426 с.
- Комков Г. Д. Издательству «Наука» 50 лет. — М.: Наука, 1973. — 44 с.
- Комков Г. Д., Лёвшин Б. В., Семёнов Л. К. Академия наук СССР. Краткий исторический очерк. — М.: Наука, 1974. — 522 с. — 5500 экз.
- Комков Г. Д., Кравченко Г. С., Голушко И. М. Советский тыл в Великой Отечественной войне. В двух книгах. Книга 1. Общие проблемы / Под ред. П. Н. Поспелова. — М.: Мысль, 1974. — 300 с. — 30 000 экз.
- Комков Г. Д., Лёвшин Б. В., Семёнов Л. К. Академия наук СССР. Краткий исторический очерк: в 2-х т.. — 2-е изд., перераб. и доп.. — М.: Наука, 1977. — Т. 1. 1724—1917. — 384 с. — 10 000 экз.
- Комков Г. Д., Лёвшин Б. В., Семёнов Л. К. Академия наук СССР. Краткий исторический очерк: в 2-х т.. — 2-е изд., перераб. и доп.. — М.: Наука, 1977. — Т. 2. 1917—1976. — 456 с. — 10 000 экз.
- Советская наука. Итоги и перспективы. 1922—1982 / Сост. Г. Д. Комков, И. Г. Зенкевич, Е. С. Лихтенштейн. — М.: Наука, 1982. — 560 с. — 12 100 экз.
- Комков Г. Д. На идеологическом фронте Великой Отечественной... 1941-1945 / Г. Д. Комков; Акад. наук СССР, Ин-т истории СССР. — М.: Наука, 1983. — 279 с. — 7000 экз.
- Комков Г. Д. КПСС в годы Великой Отечественной войны. — М.: Знание, 1983. — 64 с. — (Новое в жизни, науке, технике).

### Статьи
- Комков Г. Д. Книга в годы Великой Отечественной войны // Книга. Исследования и материалы. Кн. 15. — М., 1967. — С. 105-118.
- Комков Г. Д. Советское книгоиздательство в годы Великой Отечественной войны // Книга. Исследования и материалы. Кн. 8. — М., 1963. — С. 66-81.
- Освенцим (концентрац. лагерь) / Комков Г. Д. // Никко — Отолиты. — М. : Советская энциклопедия, 1974. — (Большая советская энциклопедия : [в 30 т.] / гл. ред.  А. М. Прохоров ; 1969—1978, т. 18).
- Комков Г. Д., Фокин С. Я. Издательская деятельность АН СССР и некоторые проблемы её совершенствования // Научно-техническая информация. — 1979. — № 12. — С. 3—9.

### Научная редакция
- Ковальчук В. М. Дорога победы осаждённого Ленинграда / Под ред. Г. Д. Комков. — Л.: Наука, 1984. — 216 с. — 9400 экз.